# Potentilla alpicola
Potentilla alpicola är en rosväxtart som beskrevs av De la Soie och Fauconnet. Potentilla alpicola ingår i Fingerörtssläktet som ingår i familjen rosväxter. Inga underarter finns listade i Catalogue of Life.